# Le Violon
Pour les articles homonymes, voir Violon (homonymie).
Pour plus de détails, voir Fiche technique et Distribution.
Le Violon (El violín) est un film mexicain de Francisco Vargas sorti en 2005. Au festival de Cannes 2006, Ángel Tavira, qui joue le rôle principal du film, remporte le prix d'interprétation masculine de la section Un certain regard. 

## Synopsis
Don Plutarco est un fermier et musicien militant qui se bat contre le gouvernement en place dans son pays entre les années 1970 et 2000. Un jour, une attaque de soldats le force lui et son fils à s'exiler dans les collines environnantes. Malheureusement pour eux, les munitions qui servent à la guérilla sont restées dans le village encerclé par les militaires. Contre toute attente et avec un courage inouï, Don Plutarco va ruser auprès des soldats afin de récupérer les munitions, et pour cela va utiliser son violon...

## Fiche technique
- Titre : Le Violon
- Titre original : El violín
- Réalisation : Francisco Vargas
- Scénario : Francisco Vargas
- Directeur de la photographie : Oscar Hijuelos
- Film mexicain
- Genre : drame
- Durée : 98 minutes
- Dates de sortie :
  -  Mexique : 11 mars 2005 au Festival international du film de Guadalajara (Mexique)
  - présenté au Festival de Cannes 2006
  -  France : 3 janvier 2007

## Distribution
- Ángel Tavira (VF : Philippe Ariotti) : Don Plutarco
- Dagoberto Gama : le capitaine
- Gerardo Taracena : Genaro
- Fermin Martinez : le lieutenant
- Mario Garibaldi (VF : Karl-Line Heller) : Lucio
- Silverio Palacios : Commandant Cayetano
- Fermín Martínez : Teniente
- Justo Martínez : Hacendado
- Octavio Castro : Zacarías
- Carlos Gallardo : le soldat collaborateur
- Mercedes Hernández : Jacinta
- Ángeles Cruz : Chef de la guerilla
- Humberto Castillo : l'enfant messager

 Source et légende : version française (VF) sur RS Doublage

## Autour du film
- Le film est présenté en compétition au festival de Cannes 2006 dans la section Un certain regard. Il concourait aussi pour la Caméra d'or.
- L'acteur non-professionnel Ángel Tavira remporte le prix d'interprétation masculine de la section Un certain regard.
- Le film remporte le Grand Prix du jury du Festival international du film de Miami 2007.
- Le Violon est tourné en noir et blanc.